# Seo Hyang-soon
Seo Hyang-Soon (Koreaans: 서향순) (Gwangju, 8 juli 1967) is een voormalig Koreaanse boogschutter.
Op de Olympische Spelen in Los Angeles werd het veld bij de boogschutters voor het eerst gedomineerd door Aziaten. Bij de top acht, waren zeven landen die in 1980 niet meededen. De jonge Seo, ze was 17 jaar, schoot in de eerste ronde 1275 punten. In de tweede ronde zette ze een nog beter resultaat neer met 1293 punten, haar totaal kwam hiermee op 2568 punten. Ze versloeg Chinese Li Lingiuan en won een gouden medaille. Haar landgenote Kim Jin-Ho ging met de bronzen medaille naar huis.
1904: Matilda Howell ·
1908: Queenie Newall ·
1972: Doreen Wilber ·
1976: Luann Ryon ·
1980: Keto Losaberidze ·
1984: Seo Hyang-soon ·
1988: Kim Soo-nyung ·
1992: Cho Youn-jeong ·
1996: Kim Kyung-wook ·
2000: Yun Mi-jin ·
2004: Park Sung-hyun ·
2008: Zhang Juanjuan · 
2012: Ki Bo-bae · 
2016: Chang Hye-jin ·
2020: An San ·
2024: Lim Si-hyeon